# Panegyrtes davidsoni
Panegyrtes davidsoni là một loài bọ cánh cứng trong họ Cerambycidae.